# Molophilus macalpinei
Molophilus macalpinei là một loài ruồi trong họ Limoniidae. Chúng phân bố ở miền Australasia.